# Sciurognathi
Sciurognathi is de verzamelnaam voor een groep knaagdieren, in veel indelingen beschouwd als een onderorde, waartoe onder andere de eekhoorns, bevers, muizen, ratten, hamsters en goffers behoren. De groep dient als contrast tegen Hystricognathi, de knaagdiergroep waartoe dieren als de cavia's en de stekelvarkens behoren. Bij de Sciurognathi zit de kaakspier vast aan een stuk van de kaak in lijn met de rest van de onderkaak, terwijl deze bij Hystricognathi iets naar binnen zit. Anders dan Hystricognathi wordt Sciurognathi beschouwd als een parafyletische groep. De goendi's bijvoorbeeld behoren op basis van de bouw van de onderkaak tot de Sciurognathi, maar zijn waarschijnlijk nauwer verwant aan de Hystricognathi.
Sciurognathe knaagdieren zijn over het algemeen kleine tot middelgrote knaagdieren (met uitzondering van de bevers, die tot de grootste knaagdiersoorten behoren). Het is met meer dan 1500 soorten de meest soortenrijke van de twee groepen (de Hystricognathi heeft iets meer dan 250 soorten) en de meest verbreide: de groep komt over nagenoeg de gehele wereld voor, met uitzondering van Antarctica.

## Indeling
Sciurognathi wordt tegenwoordig als een parafyletische groep beschouwd en in drie groepen verdeeld op basis van de vorm en hechting van de kaakspieren: de hystricomorfe, myomorfe en sciuromorfe. Vier van de vijf tegenwoordig erkende onderordes zijn sciurognath, de Anomaluromorpha (stekelstaarteekhoorns en springhazen), Sciuromorpha (eekhoorns, stompstaarteekhoorns en slaapmuizen), Castorimorpha (bevers, goffers en wangzakmuizen) en Myomorpha (muizen, ratten, jerboa's, hamsters, woelmuizen, gerbils en verwanten). De vierde onderorde, Hystricomorpha, bevat een sciurognathe groep waartoe de kamvingers of goendi's behoren en hun naaste verwanten, waaronder de Diatomyidae. Alle andere hystricomorfe knaagdieren zijn hystricognath. Hieronder volgt een lijst van knaagdierenfamilies en hun plaats in de indeling die Wikipedia volgt.
- Onderorde Hystricomorpha (hystricomorf)
  - Familie Kamvingers (Ctenodactylidae) (sciurognath)
  - Familie Diatomyidae (sciurognath)
  - Infraorde Hystricognathi (hystricognath)
- Onderorde Anomaluromorpha (sciurognath)
  - Familie Stekelstaarteekhoorns (Anomaluridae) (sciuromorf)
  - Familie Springhazen (Pedetidae) (hystricomorf)
- Onderorde Sciuromorpha (sciurognath)
  - Familie Stompstaarteekhoorns (Aplodontiidae) (protrogomorf)
  - Familie Eekhoorns (Sciuridae) (sciuromorf)
  - Familie Slaapmuizen (Gliridae) (hystricomorph [geslacht Graphiurus]; "pseudo-myomorf" [andere geslachten])
- Onderorde Castorimorpha (sciuromorf)
  - Superfamilie Castoroidea
    - Familie Beverachtigen (Castoridae)

  - Superfamilie Geomyoidea (sciuromorf)
    - Familie Goffers (Geomyidae)
    - Familie Wangzakmuizen (Heteromyidae)
- Onderorde Myomorpha (sciurognath)
  - Superfamilie Dipodoidea (hystricomorf)
    - Familie Jerboa's (Dipodidae)

  - Superfamilie Muroidea (myomorf)
    - Familie Spalacidae
    - Familie Dwergslaapmuizen (Platacanthomyidae)
    - Klade Eumuroida
      - Familie Muishamsters (Calomyscidae)
      - Familie Nesomyidae
      - Familie Muridae
      - Familie Cricetidae

## Fotogalerij

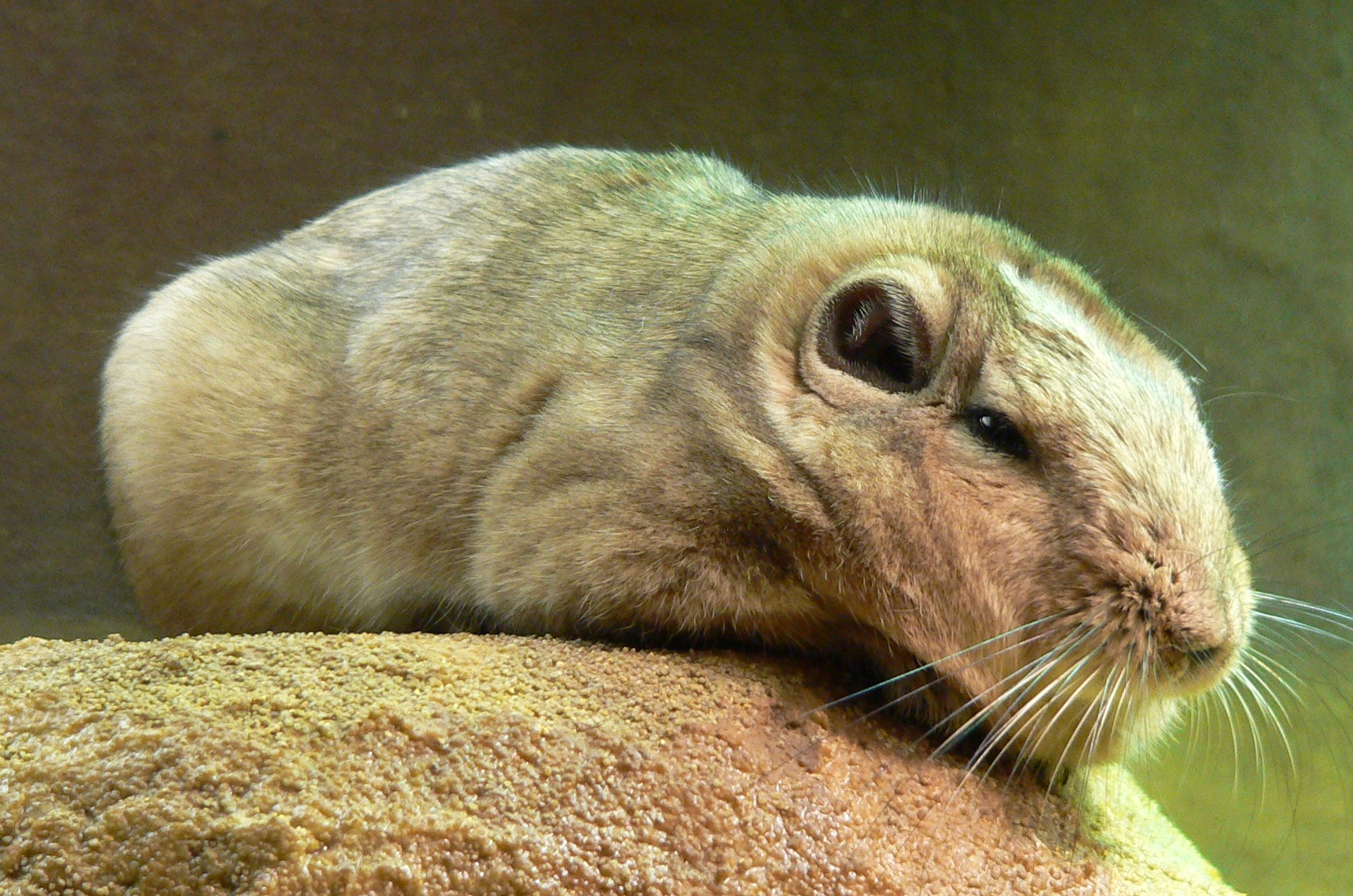
Noord-Afrikaanse goendi (Ctenodactylus gundi)
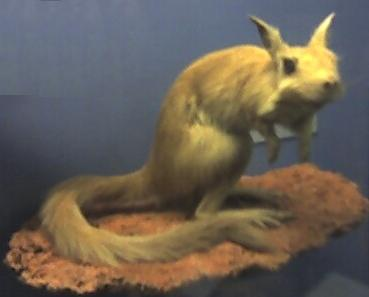
Springhaas (Pedetes capensis)
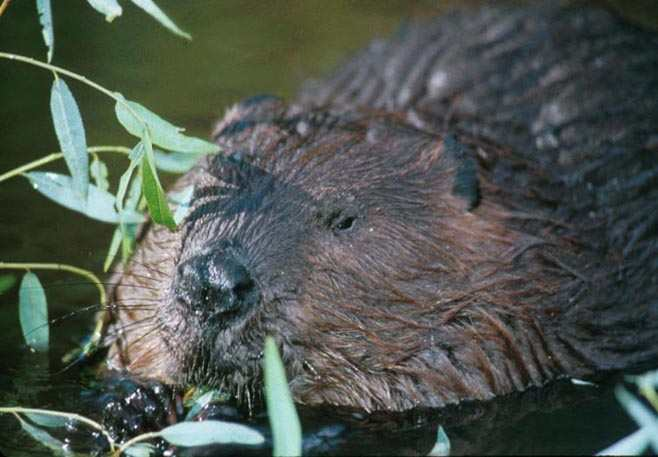
Canadese bever (Castor canadensis)
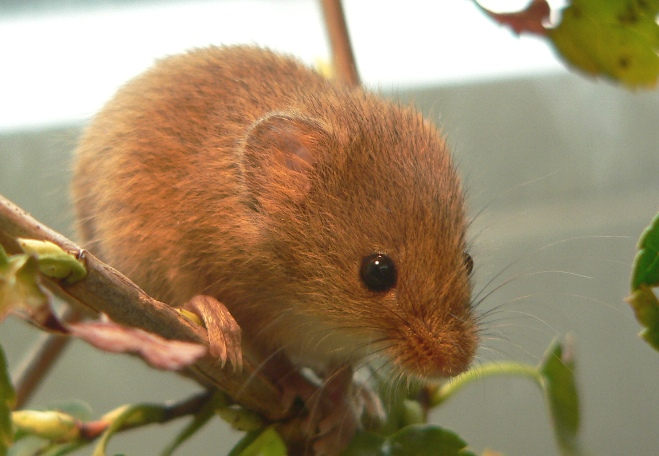
Dwergmuis (Micromys minutus)